# Vacunación en México
La vacunación en México hace referencia a la historia y actualidad de la utilización de vacunas en ese país. Se remonta a comienzos del siglo XX.

## Historia

### Comienzos delsigloXX
En 1905 se crea el Instituto Bacteriológico Nacional, creado para que se estudiaran las enfermedades infecciosas y se prepararan las vacunas, sueros y antitoxinas para prevenirlas y curarlas.
En 1926 se hace obligatoria la vacunación contra la viruela por decreto presidencial  y se inician las campañas masivas de vacunación.
En 1948 Se dispone de vacuna combinada contra la tos ferina y difteria.

### Décadas de 1950 y 1960
En 1951 se registró en San Luis Potosí el último caso de viruela como resultado de arduas jornadas de lucha antivariolosa donde la vacunación jugó el papel más importante. Ese mismo año se inicia la vacunación con BCG en México.
En 1954 se empezó a producir en México el toxoide tetánico y al año siguiente ya se preparaba la vacuna DPT.
En 1956 se inician en México las actividades de vacunación antipoliomielítica con vacuna Salk.
En 1962 se emplea en México vacuna antipoliomielítica oral tipo Sabin (VOP).

### Décadas de 1970 y 1980
En 1970 se inició la vacuna del sarampión con cepa tipo Schwarz posteriormente Edmonston Zagreb.
En 1973 se crea el Programa Nacional de Inmunizaciones, con él que se organiza la vacunación masiva y se inicia la aplicación simultánea de 5 vacunas contra 7 enfermedades (BCG, Sabin, DPT, Antisarampión y Toxoide Tetánico).
En 1977 se crea el primer Consejo Estatal de Salud en el estado de Aguascalientes con el propósito de unificar el criterio de registro y aplicación de vacunas en el estado. Un año después, se aplica por primera vez la Cartilla de Vacunación en el estado, cuando Ismael Landín era Secretario de Salud del estado. En 1979 la Cartilla de Vacunación se adopta a nivel nacional en el país.
En 1980 se crean las jornadas intensivas de vacunación, al inicio se denominaron fases intensivas de vacunación, después días nacionales de vacunación, Semanas Nacionales de Vacunación y finalmente Semanas Nacionales de Salud. Durante estas jornadas se aplicaba la vacuna Sabin monovalente (polio virus tipo I) contra la poliomielitis. La vacunación tenía una semana de duración.
En 1981 se desarrollan las fases intensivas de vacunación antisarampionosa, con duración de una semana.
En 1986 se sustituyen las fases intensivas de vacunación antipoliomielitíca, por los días nacionales de vacunación antipoliomielítica, indiscriminada a la población menor de cinco años de edad. Se aplica vacuna Sabin trivalente.

### Década de 1990
En 1990 se reporta el último caso de poliomielitis, en Tomatlán, Jalisco.
En 1991 por decreto presidencial se crea el Consejo Nacional de Vacunación (CONAVA) con el objeto fundamental de coordinar las acciones en materia de vacunación, de las instituciones que integran el sector salud y de los sectores público, social y privado. Ese mismo año se origina del Programa de Vacunación Universal, dirigido a la protección de la salud de la niñez. También en 1991 se registró el último caso de difteria, en Lázaro Cárdenas, Michoacán.
En 1993 los Días Nacionales de Vacunación, se sustituyen por las Semanas Nacionales de Salud, además de la vacunación se inicia la oferta de un paquete de servicios de salud que incluye; la Terapia de Hidratación Oral, la entrega de Sobres “Vida Suero Oral”, aplicación de megadosis de Vitamina A, desparasitación intestinal e información a los responsables del cuidado de los menores de 5 años de edad sobre la prevención y tratamiento en el hogar en caso de enfermedades diarreicas. La Primera Semana Nacional de Salud, se ejecutó con el fin de reforzar las acciones para la eliminación del sarampión, con la vacunación de los alumnos en las escuelas primarias y secundarias. Ese mismo año se incorpora la vacuna polisacárida de 23 serotipos en adultos mayores.
En 1995 se detectó mediante una encuesta seroepidemiológica que el 52.9% de la población mayor de 18 años de edad investigada, presentaba anticuerpos contra la difteria. En 1997 se introduce el toxoide tetánico y diftérico (Td), por el resurgimiento de la difteria en algunos países de Europa y de América del Sur.
En 1998 se produce la sustitución de la vacuna antisarampionosa monovalente por la vacuna triple viral o SRP contra el sarampión, la rubéola y la parotiditis, en población de 12 meses y 6 años de edad.
En 1999 se incorpora la vacuna pentavalente de células completas (DPT+HB+Hib) contra la difteria, tos ferina, tétanos, hepatitis B y enfermedades invasivas por Haemophilus influenzae del tipo b.

### sigloXXI
En el año 2000 se inicia de forma masiva el uso de la vacuna doble viral o SR contra sarampión y la rubéola. Se comenzó con la aplicación en adolescentes y adultos.
En 2004 se inicia la vacunación contra la influenza en niños de 6 a 23 meses de edad y en adultos de 65 años y más. Al año siguiente se amplía la aplicación de la vacuna antiinfluenza al grupo de 6 a 35 meses de edad.
En 2006 comienza la aplicación masiva de la vacuna conjugada heptavalente contra neumococo. Ese mismo año se inicia en México la aplicación de la vacuna contra rotavirus.
En 2007 se realiza la sustitución de la vacuna pentavalente de células completas (DPT+HB+Hib) contra la difteria, tos ferina, tétanos, hepatitis B y enfermedades invasivas por Haemophilus influenzae del tipo b, por la vacuna pentavalente acelular en su componente de la fracción pertussis (DPaT/VIP+Hib), contra la difteria, tos ferina, Tétanos, poliomielitis y enfermedades invasivas por Haemophilus influenzae tipo b. Modificándose el esquema básico de vacunación en menores de cinco años de edad, de VOP a vip. La VOP continúa aplicándose durante las Semanas Nacionales de Salud. Se aplica vacuna antihepatitis B en el recién nacido.
En 2008 se universaliza la aplicación de la vacuna conjugada heptavalente contra neumococo en población menor de un año de edad. Además se realiza una campaña nacional de vacunación masiva contra el sarampión y la rubéola en población de 19 a 29 años de edad, para la eliminación de la rubéola y el síndrome de rubéola congénita.
En 2009 se inicia en México la aplicación de la vacuna contra el virus del papiloma humano en población de 12 a 16 años de edad residentes en municipios de riesgo.

## Esquema actual de vacunación
El esquema de vacunación para niños y niñas de 0 a 9 años en México es el siguiente:
| Vacuna                               | Enfermedad que previene                                                                                 | Dosis                      |
| ------------------------------------ | --- | -------------------------- |
| BCG                                  | Formas graves de tuberculosis en especial la tuberculosis miliar y meningitis tuberculosa               | Una sola dosis de 0.1ml    |
| Hepatitis B                          | Hepatitis B                                                                                             | 3 dosis                    |
| Pentavalente Acecular (DPaT/VIP+HiB) | Difteria, tos ferina, tétanos, poliomielitis y enfermedades invasivas por Haemophilus Influenzae tipo B | 4 dosis de 0.5 ml          |
| DPT                                  | Difteria, tos ferina y tétanos.                                                                         | 1 dosis de 0.5 ml          |
| Rotavirus                            | Gastroenteritis graves causadas por Rotavirus                                                           | 2 o 3 dosis de 2 mL        |
| Neumococo conjugada                  | Infecciones neumocócicas invasivas causadas por Streptococcus pneumoniae                                | 3 dosis, cada una de 0.5ml |
| Influenza                            | Gripe                                                                                                   | Dosis anual                |
| SRP                                  | Sarampión, rubéola y parotiditis                                                                        | 2 dosis de 0.5 ml          |
| Sabin                                | Poliomielitis 1, 2 y 3                                                                                  | 0.1ml                      |
| SR                                   | Sarampión y rubéola                                                                                     | 1 dosis de 0.5 ml          |